# Magyar Államvasutak
Magyar Államvasutak (in italiano Ferrovie statali ungheresi, acronimo MÁV) è una società ferroviaria statale ungherese.
Nel 2004 la rete era costituita da 7 606 km in totale, di cui:
- 7394 km a scartamento normale (1435 mm), dei quali 2628 km elettrificati a 25 kV 50 Hz
- 36 km a scartamento largo di tipo russo (1524 mm) non elettrificati, nei pressi del confine ucraino
- 176 km a scartamento ridotto (760 mm), non elettrificati

Successivamente al 2000 alcune tratte sono state cedute ad un'altra società la cui maggioranza di capitale è in mano sempre allo Stato, la GySEV, che cura in particolar modo alcune relazioni tra l'Ungheria e la vicina Austria.

## Linee a scartamento ridotto

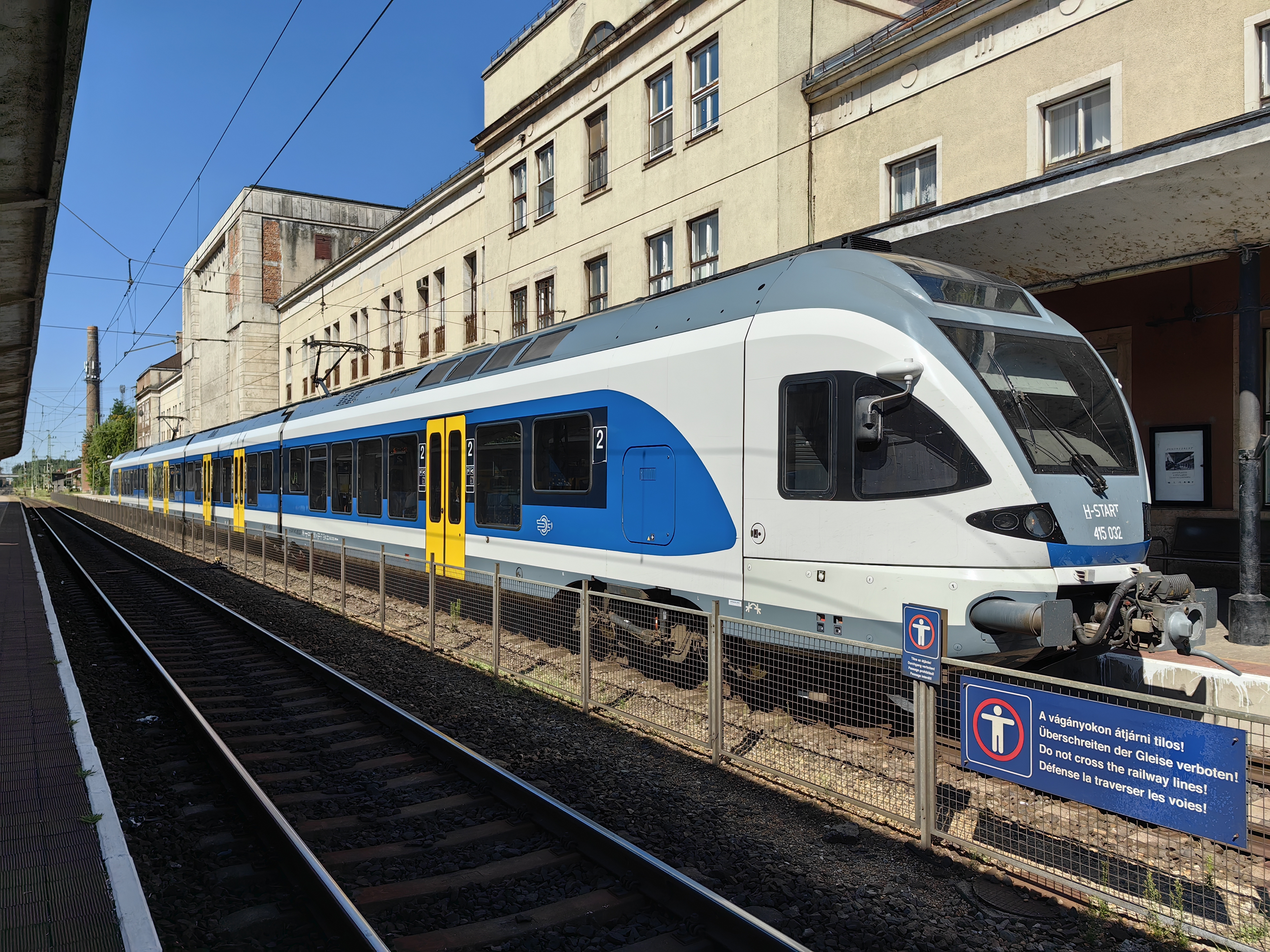
Treno MAV nella stazione di Győr

- Balatonfenyves-Pálmajor  35 km (non tutta in uso), in cattive condizioni.
- rete di Kecskemét 98 km linee Kecskemét-Kiskőrös e Kecskemét-Kiskunmajsa
- Nyírségi Kisvasút 67 km linea principale Nyíregyháza-Herminatanya con due antenne per Dombrád e Balsa
- Ferrovia dei bambini (ex Ferrovia dei Giovani Pionieri): 12 km Széchenyi Hegy-Hűvösvölgy sulle colline di Buda. Questa ferrovia è gestita interamente dai bambini, eccetto che per la conduzione dei convogli

## Classificazione del materiale rotabile

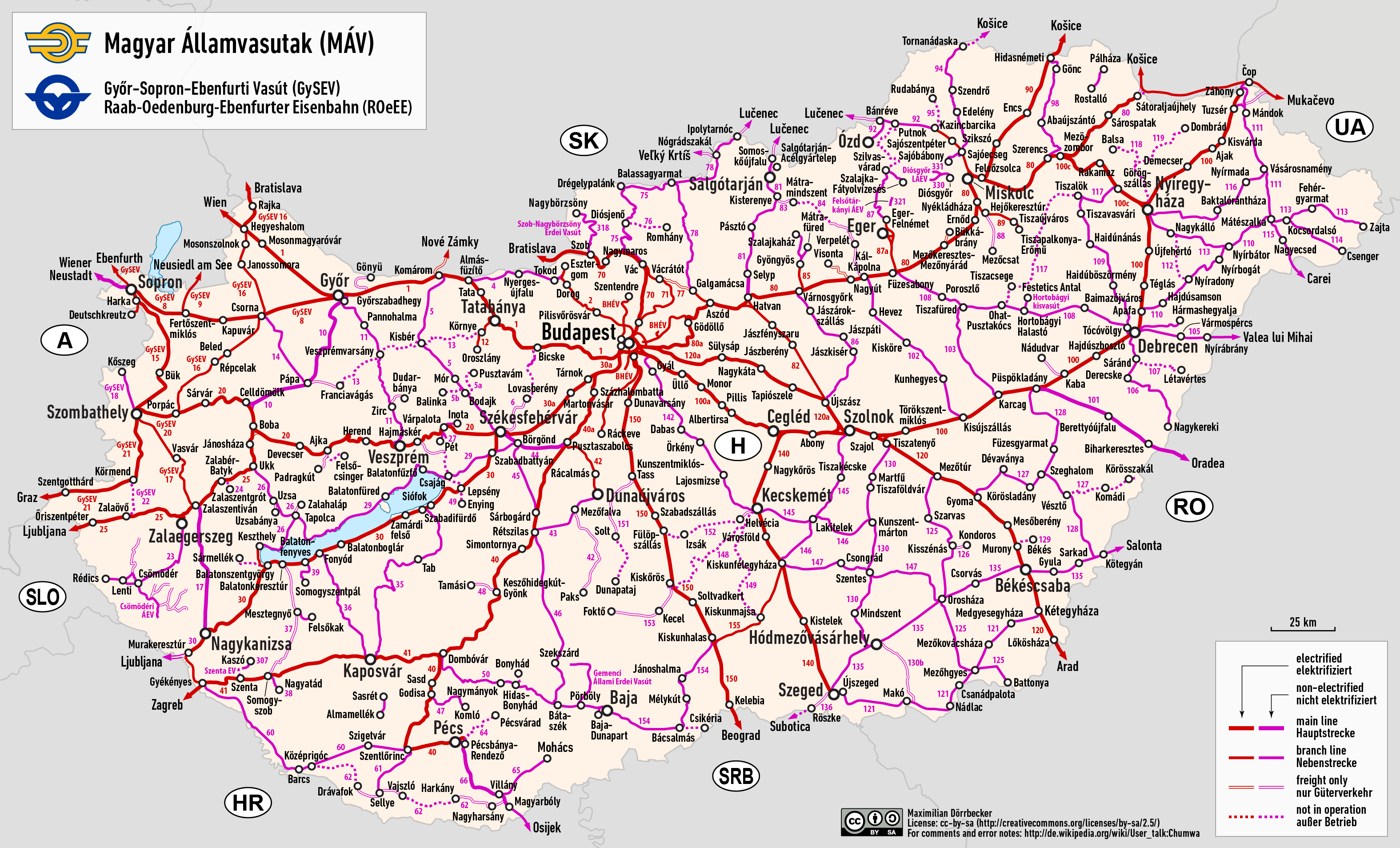

Nel 1911 è stato introdotto un nuovo sistema di classificazione dei rotabili che è ancora oggi in uso.

### Locomotive a vapore XXX XXXX
Prima del 1911 le locomotive a vapore delle MÁV erano così classificate:
- classe I - locomotive per treni passeggeri veloci, generalmente con rodiggio 2B
- classe II - locomotive per treni passeggeri su linee di pianura, generalmente con rodiggio 2B
- classe III - locomotive universali per merci su linee pianeggianti o passeggeri per linee di montagna, generalmente con rodiggio C
- classe IV - locomotive per treni merci su linee di montagna, generalmente con rodiggio D

Con la riforma del 1911 le locomotive a vapore vengono indicate con due numeri.
Il primo numero a tre cifre indica il gruppo di appartenenza, il secondo numero a 4 cifre è il numero di matricola.
Le 3 cifre del numero della classe indicano:
- 1ª cifra: numero di assi motori
- 2ª-3ª cifra: il carico assiale in tonnellate metriche

### Locomotive diesel e elettriche X XX XXX(X)
In prima posizione la lettera indica il tipo di propulsione:
- M: motrici Diesel
- V: motrici elettriche

Il primo numero a due cifre indica:
- 1ª cifra: numero di assi motori
- 2ª cifra: numero di serie (progressivo)

Il secondo numero a tre cifre (diesel elettriche) o quattro cifre (diesel idraulico o diesel meccanico) indica:
- 1 locomotive diesel meccaniche
- 2 locomotive diesel idrauliche

Esempi
- M41 2015 indica una locomotiva diesel (M) con quattro assi motori (rodiggio Bo-Bo) di prima serie (la prima costruita con queste caratteristiche) con trasmissione idraulica
- V63 indica una locomotiva elettrica (V) con sei assi motori (rodiggio Co-Co) di terza serie (la terza costruita con queste caratteristiche).

## Treni ungheresi con nome
- Adriatica (Budapest—Rijeka—Budapest)
- Agram (Budapest—Rijeka—Budapest)
- Alföld-Expressz (Budapest—Szolnok—Békéscsaba—Gyula—Budapest)
- Aquincum (Budapest—Bratislava—Budapest)
- Arrabona (Debrecen—Wien—Debrecen)
- Avala (Wien—Beograd—Wien)
- Avas (Nyíregyháza—Budapest—Zagreb)
- Balkán-Expressz (Budapest—Istanbul—Budapest)
- Balt–Orient-Expressz (Berlin—Budapest—Bucuresti)
- Baranya (Budapest—Pécs—Budapest)
- Bartók Béla (Budapest—Stuttgart—Budapest)
- Báthory (Budapest—Warsawa—Budapest)
- Bem (Budapest—Szczecin—Budapest)
- Beograd-Expressz (Wien—Beograd)
- Bodrog (Budapest—Humenné—Budapest)
- Borsod (Budapest—Miskolc—Budapest)
- Budapest (Budapest—Moszkva—Budapest),
- Claudiopolis (Budapest—Târgu Mureş—Budapest)
- Comenius (Budapest—Berlin—Budapest)
- Cracovia (Budapest—Kraków—Budapest)
- Dacia-Expressz (Bucuresti—Budapest—Wien)
- Délibáb (Budapest—Debrecen—Nyíregyháza—Budapest)
- Dráva (Budapest—Venezia—Budapest)
- Franz Liszt (Budapest—Dortmund—Budapest).
- Hajdú (Budapest—Debrecen—Nyíregyháza—Budapest)
- Hámor (Budapest—Miskolc—Budapest)
- Hellas-Expressz (Budapest—Athenes—Budapest)
- Hortobágy (Budapest—Debrecen—Nyíregyháza—Budapest)
- Hungaria (Budapest—Berlin—Neuen—Budapest)
- Hunyadi (Budapest—Beograd—Budapest)
- Ivo Andric (Budapest—Beograd—Budapest)
- Kálmán Imre (Budapest—München—Budapest)
- Karancs (Budapest—Filakovo—Budapest)
- Karpaty (Warsawa—Miskolc—Bucuresti)
- Kiskun (Budapest—Kecskemét—Szeged—Budapest)
- Körös-Expressz (Budapest—Békéscsaba—Gyula—Budapest)
- Kvarner (Budapest—Rijeka—Budapest)
- Lehár (Budapest—Wien—Budapest)
- Lillafüred (Budapest—Miskolc—Budapest).
- Maros (Budapest—Szeged—Budapest)
- Mathias Corvinus (Budapest—Praha—Budapest)
- Mecsek (Budapest—Pécs—Budapest)
- Milic (Budapest—Cierna n. Tisou—Budapest)
- Misina (Budapest—Pécs—Budapest).
- Móra (Budapest—Kecskemét—Szeged—Budapest)
- Napfény (Budapest—Kecskemét—Szeged—Budapest).
- Nyírség (Budapest—Debrecen—Nyíregyháza—Budapest).
- Ovidius (Budapest—Constanta—Budapest)
- Pannonia-Expressz (Bucuresti—Budapest—Praha)
- Perium (Budapest—Oradea/Csop—Budapest).
- Polonia (Budapest—Warsawa—Budapest)
- Puskin (Beograd—Moszkva).
- Rákóczi (Budapest—Kosice/Poprad-Tatry—Budapest).
- Sajó (Budapest—Miskolc—Budapest)
- Salgó (Budapest—Lucenec—Budapest)
- Saxonia (Fonyód—Dresden)
- Somogy-Expressz (Budapest—Kaposvár—Gyékényes—Budapest)
- Sopianae (Pécs—Bratislava—Pécs)
- Szabolcs (Budapest—Debrecen—Nyíregyháza—Budapest).
- Szinva (Budapest—Miskolc—Budapest).
- Tisza-Expressz (Budapest—Moszkva/St. Peterburg—Budapest).
- Urpin (Budapest—Banská Bystrica/Kosice—Budapest).
- Varadinum (Budapest—Oradea—Budapest)
- Venezia-Expressz (Budapest—Venezia—Budapest)
- Visegrád (Budapest—Bratislava—Budapest), valamint
- Wiener Walzer (Budapest—Linz—Basel—Dortmund).
- Zengő (Budapest—Pécs—Budapest)